# NGC 5011A
NGC 5011A is een balkspiraalstelsel in het sterrenbeeld Centaur. Het hemelobject werd op 3 juni 1834 ontdekt door de Engelse astronoom John Herschel.

## Synoniemen
- NGC 5011A
- ESO 269-63
- MCG -7-27-41
- DCL 526
- IRAS13093-4303
- PGC 45847